# 原理日本社

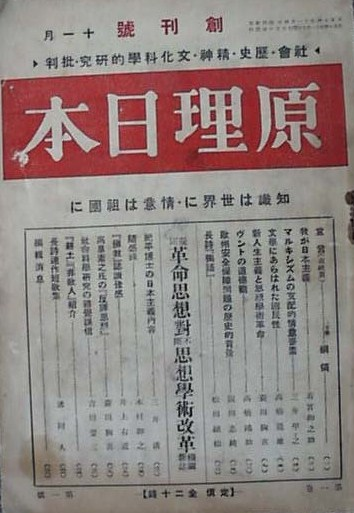
『原理日本』創刊号の表紙, 昭和9年（1934年）

原理日本社（げんりにほんしゃ）は、戦前日本の右翼団体。

## 歴史

### 「慶應義塾精神科学研究会」の発足
原理日本社の起源は、昭和2年（1927年）に4月に発足した右翼系思想運動を旨とする慶應義塾大学の研究会「慶應義塾精神科学研究会」および親鸞を崇敬する歌学結社「人生と表現社」である。責任者は慶應義塾大学文学部予科の教授である蓑田胸喜。
研究会の活動は、総合研究と特殊研究の2つから成り、上野直昭『精神科学の基本問題』（岩波哲学業書）とヴィルヘルム・ヴント『民族精神の諸問題』を講義のテキストに使用した。当時の慶應義塾にはこの他にも「国防研究会（昭和5年）」や「至誠会（昭和8年）」といった右翼系思想の学生団体が乱立していたが、蓑田の主宰する原理日本社はその姉妹団体の中核を成し、月刊機関誌の『原理日本』が会員には無償配布された。昭和4年（1929年）には慶大の研究会と共催して全国各地を講演旅行した。

### 三井甲之らの参加とその後
大正14年（1925年）11月5日に既に活動していた原理日本社は、超国家主義を標榜し、昭和9年（1934年）に『原理日本』創刊号にて会の正式な宜言及び党の總領を発表した。中心人物は三井甲之・松田福松・川合貞一・吉田要三・若宮卯之助・佐藤通次・新館正國・加藤繁。昭和9年から1年間、本社とは別に、若宮卯之助が主筆を務めた日本新聞社内に原理日本社事務所を構え、顧問には、萱場軍蔵・荒木貞夫が就任した。
特に、皇道歌人として知られる三井甲之はかねてから「帝大赤化教授」排撃・「帝大法学部を閉鎖すべし」の声をあげていた。これは主に帝国大学に在籍する、マルクス主義学者や自由主義的な学者を糾弾し、昭和戦前期の学問・言論弾圧の尖兵となった。その最初の犠牲に供されたのが京大の瀧川幸辰であった（滝川事件）。原理日本社の一派が国粋主義に徹していたことは、天皇絶対論を唱える帝国陸軍の「皇道派」に歓迎され、真崎甚三郎大将や柳川平助中将らに支持されてバックボーンとなる。
原理日本社の言論活動や政治活動は政府や官吏にも大きな影響を与え、以降は、文部行政や大学自治を含めた社会が蓑田化したことで、蓑田と原理日本社を排除する存在が排除の対象となるといった状態になった。その思想的な影響は、旧制高校にも及んでいた。
やがて、蓑田が慶大教授を退職すると、川合貞一が会長職を継ぎ、新たなる活動を開始した。
しかし、大政翼賛会発足による政党消滅により立憲民政党など批判の対象が失われたことから次第に活動は停滞していく。太平洋戦争勃発後は蓑田の病状悪化による隠棲や徴兵などによる人材払底、紙などの物資不足により『原理日本』も次第に出版が滞り、ついに『原理日本』は1944年1月1日刊行の185号で事実上休刊した。そして1945年の終戦後、原理日本社は他の右翼団体と共に占領軍により解散させられ、三井ら関係者は公職追放された。蓑田も失意のうちに翌1946年に自ら命を絶った。

## 歴代会長
| 代数 | 氏 名    | 在任期間        | 主な職歴・備考                             |
| ---- | -------- | --------------- | ------------------------------------------ |
| 初代 | 蓑田胸喜 | 1925年 - 1932年 | 慶應義塾大学文学部予科教授                 |
| 2代  | 川合貞一 | 1932年 - 1945年 | 慶大教授・文部省国民精神文化研究所哲事嘱託 |

## 原理日本社が糾弾した学者・知識人

### 東京帝国大学法学部
- 末弘厳太郎　教授（民法学・法社会学）
- 美濃部達吉　名誉教授（憲法学）　→　天皇機関説事件
- 横田喜三郎　教授（国際法学）
- 田中耕太郎　教授（商法学・法哲学）
- 宮沢俊義　教授（憲法学、美濃部の弟子）
- 矢部貞治　教授（政治学）

### 東京帝国大学経済学部
- 大内兵衛　教授（財政学・マルクス経済学）
- 河合栄治郎　教授（社会政策）
- 矢内原忠雄　教授（植民政策）

### 京都帝国大学
- 瀧川幸辰　法学部教授（刑法学）　→　滝川事件
- 西田幾多郎　文学部名誉教授（哲学）

### その他
- 三木清　法政大学教授（哲学）
- 津田左右吉　早稲田大学教授（歴史学・東洋学）
- 大川周明